# Møntfundet fra Gåsetorvet
Møntfundet fra Gåsetorvet er et depotfund bestående af over 900 mønter fra middelalderen, som blev fundet i 1959 på Gåsetorvet i Nakskov på Lolland.
Skatten blev fundet den 4. september af en arbejdsmand under etableringen af parkeringspladser på Gåsetorvet, hvor man rev nogle huse ned. Først fandt han én mønt og herefter flere i en dybde på 30-40 cm. En pige på stedet hjalp med at grave mønterne frem. Da de havde fundet omkring 500 mønter, kom en lokal gymnasielærer med en klasse forbi. Han var Nationalmuseet tillidsmand på Vestlolland og overtog fundarbejdet og satte sine elever til at opsamle mønterne. Samtidig havde rygtet om fundet spredt sig, og flere borgere var begyndt at grave efter mønter. Han måtte gøres opmærksom på danefælovgivningen, og mønterne blev efterhånden indleveret til Nationalmuseet. Mønterne havde været gemt under gulvet i en af de handelsboder, som lå på torvet.
I alt blev der indleveret 941 mønter dateret til omkring 1380-1405. De vejede sammenlagt 234 g. Størstedelen af mønterne var tyske, men 12 af dem var fra Danmark slået under Margrethe 1. og Erik af Pommern, og de var specielle, da de var hulpenninge, som man kun havde ét eksemplar af.
På torvet fandt også en kobbersterling, der var slået i Næstved omkring 1422 (under Erik af Pommern), og en norsk 10-øre slået i 1874 under Oscar 2. af Sverige samt en klædeplombe fra 1500-tallet fra 's-Hertogenbosch i Holland